# Lamas de Mouro
Lamas de Mouro é uma povoação portuguesa do Município de Melgaço que foi sede da extinta Freguesia de Lamas de Mouro, freguesia que tinha 17,31 km² de área e 117 habitantes (2011), e, por isso, uma densidade populacional de de 6,8 h/km². 
A Freguesia de Lamas de Mouro foi extinta (agregada) pela reorganização administrativa de 2012/2013, tendo o seu território sido agregado ao da Freguesia de Castro Laboreiro para criar a União de Freguesias de Castro Laboreiro e Lamas de Mouro.

## População
| População da freguesia de Lamas de Mouro | População da freguesia de Lamas de Mouro | População da freguesia de Lamas de Mouro | População da freguesia de Lamas de Mouro | População da freguesia de Lamas de Mouro | População da freguesia de Lamas de Mouro | População da freguesia de Lamas de Mouro | População da freguesia de Lamas de Mouro | População da freguesia de Lamas de Mouro | População da freguesia de Lamas de Mouro | População da freguesia de Lamas de Mouro | População da freguesia de Lamas de Mouro | População da freguesia de Lamas de Mouro | População da freguesia de Lamas de Mouro | População da freguesia de Lamas de Mouro |
| ---------------------------------------- | ---------------------------------------- | ---------------------------------------- | ---------------------------------------- | ---------------------------------------- | ---------------------------------------- | ---------------------------------------- | ---------------------------------------- | ---------------------------------------- | ---------------------------------------- | ---------------------------------------- | ---------------------------------------- | ---------------------------------------- | ---------------------------------------- | ---------------------------------------- |
| 1864                                     | 1878                                     | 1890                                     | 1900                                     | 1911                                     | 1920                                     | 1930                                     | 1940                                     | 1950                                     | 1960                                     | 1970                                     | 1981                                     | 1991                                     | 2001                                     | 2011                                     |
| 220                                      | 238                                      | 230                                      | 240                                      | 226                                      | 225                                      | 182                                      | 286                                      | 351                                      | 368                                      | 200                                      | 223                                      | 184                                      | 148                                      | 117                                      |

| Distribuição da População por Grupos Etários | Distribuição da População por Grupos Etários | Distribuição da População por Grupos Etários | Distribuição da População por Grupos Etários | Distribuição da População por Grupos Etários | Distribuição da População por Grupos Etários | Distribuição da População por Grupos Etários | Distribuição da População por Grupos Etários | Distribuição da População por Grupos Etários | Distribuição da População por Grupos Etários |
| -------------------------------------------- | -------------------------------------------- | -------------------------------------------- | -------------------------------------------- | -------------------------------------------- | -------------------------------------------- | -------------------------------------------- | -------------------------------------------- | -------------------------------------------- | -------------------------------------------- |
| Ano                                          | 0-14 Anos                                    | 15-24 Anos                                   | 25-64 Anos                                   | > 65 Anos                                    |                                              | 0-14 Anos                                    | 15-24 Anos                                   | 25-64 Anos                                   | > 65 Anos                                    |
| 2001                                         | 12                                           | 21                                           | 72                                           | 43                                           |                                              | 8,1%                                         | 14,2%                                        | 48,6%                                        | 29,1%                                        |
| 2011                                         | 4                                            | 9                                            | 59                                           | 45                                           |                                              | 3,4%                                         | 7,7%                                         | 50,4%                                        | 38,5%                                        |

## Geografia
Situado em plena montanha, Lamas de Mouro dista cerca de dezoito quilómetros da sede do Município de Melgaço. Confronta com São Paio, Roussas e Fiães, a norte, Gavieira (pertencente ao concelho de Arcos de Valdevez), a sul, Cubalhão e Parada do Monte, a poente, e Castro Laboreiro ainda a sudeste. Faz ainda fronteira com o rio Trancoso e o município raiano de Padrenda, pertencente à província galega de Ourense, a nascente.
Além da sede, a freguesia era composta pelos seguintes lugares principais: Lugar de Cima, Touça, Igreja, Alcobaça, Gavião e Porto Ribeiro.
O Rio Mouro nasce nesta antiga freguesia.

## História
Possuindo alguns vestígios de cultura dolménica e castreja (de origem céltica), crê-se que o seu topónimo provém da designação do tipo de solos encontrados na região (lamas) e da sua posição estratégica, funcionando como segunda linha de defesa e fronteira, defendida primariamente pelo Castelo de Castro Laboreiro, durante a reconquista contra os "mouros".
No ano de 812, teve lugar no sítio de Vale de Mouro, junto ao rio Ornese, uma batalha em que lutou D. Bernardo del Carpio, parente e vassalo de D. Afonso Henriques, contra Ali-Aton, rei de Córdova, que caiu derrotado.
Durante o século XII, as primeiras referências documentais encontradas sobre a povoação revelavam que a igreja de São João Baptista de Lamas de Mouro pertencia a um antigo mosteiro de templários. Suprimidos e encarcerados pelo papado, em 1344 o cenóbio reverteu o mosteiro e povoado à Coroa, que o atribuiu mais tarde aos religiosos da Ordem de Malta, em 1349. Anos mais tarde, passou a ser abadia do Papa e ordinário.
A antiga freguesia de S. João Baptista de Lamas de Mouro pertencia até 1855 ao extinto concelho de Valadares, passando a pertencer desde então ao concelho (atual município) de Melgaço.

## Património e Pontos de Interesse
- Igreja de Lamas de Mouro
- Forno Comunitário de Lamas de Mouro
- Ponte de Porto Ribeiro
- Porta de Lamas de Mouro (Acesso ao Parque Nacional da Peneda-Gerês)
- Parque de Campismo e Merendas
- Trilho Interpretativo de Lamas do Mouro
- Piscina Natural do Parque Nacional da Peneda-Gerês
- Margem e Praias Fluviais do rio Mouro e rio Trancoso
- Serra da Peneda

## Galeria

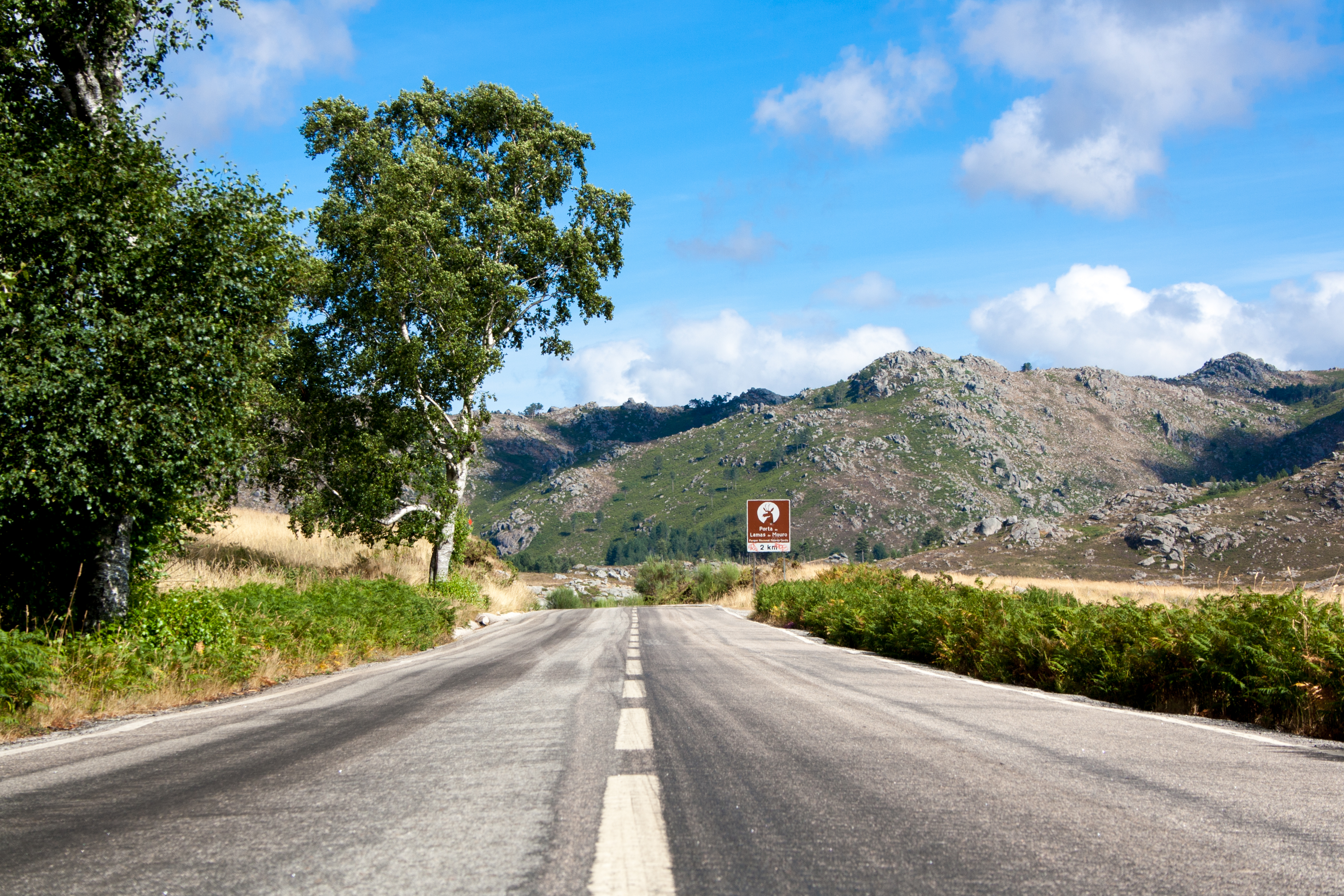
Acesso a Lamas de Mouro
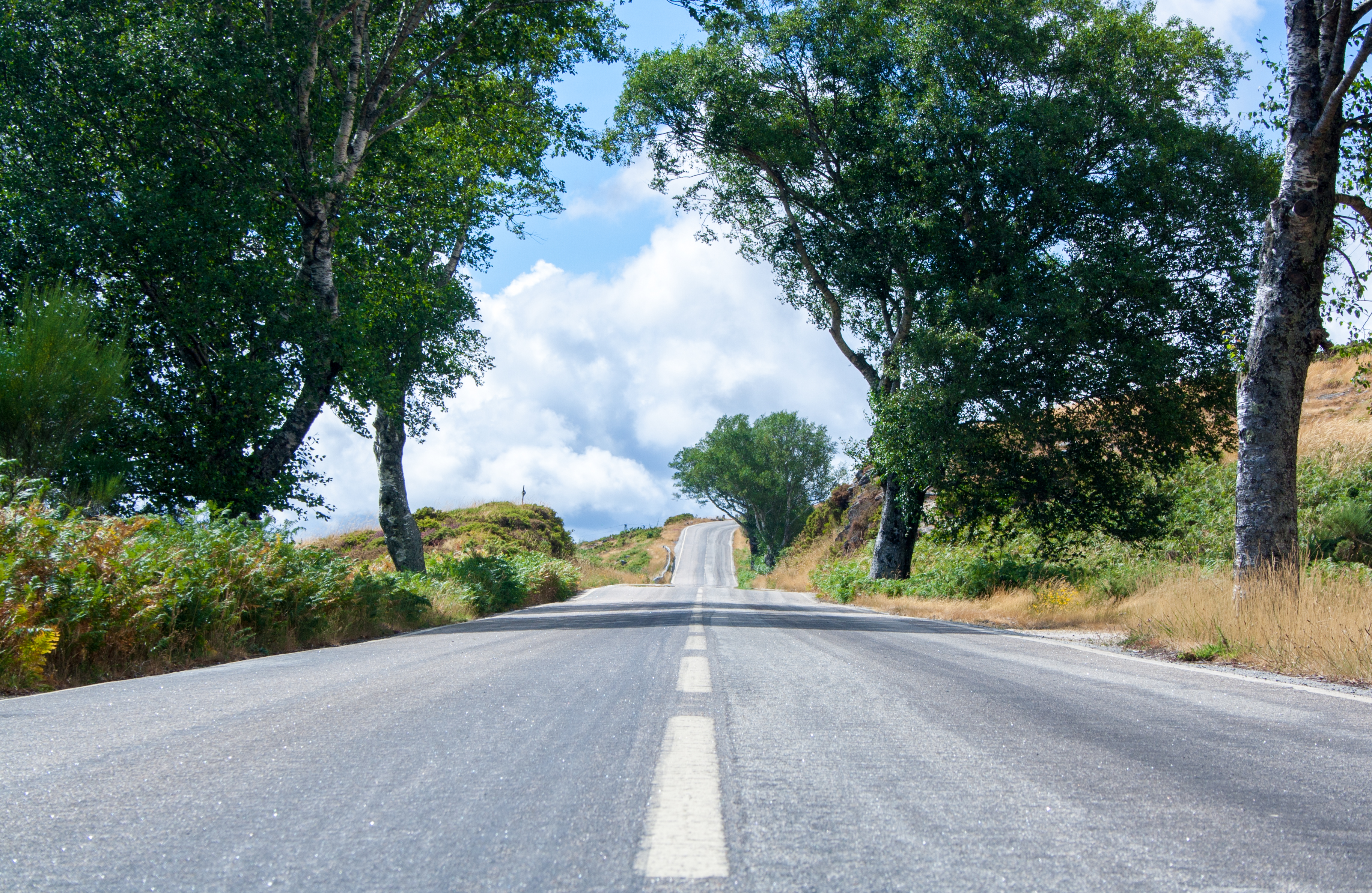
Acesso a Lamas de Mouro
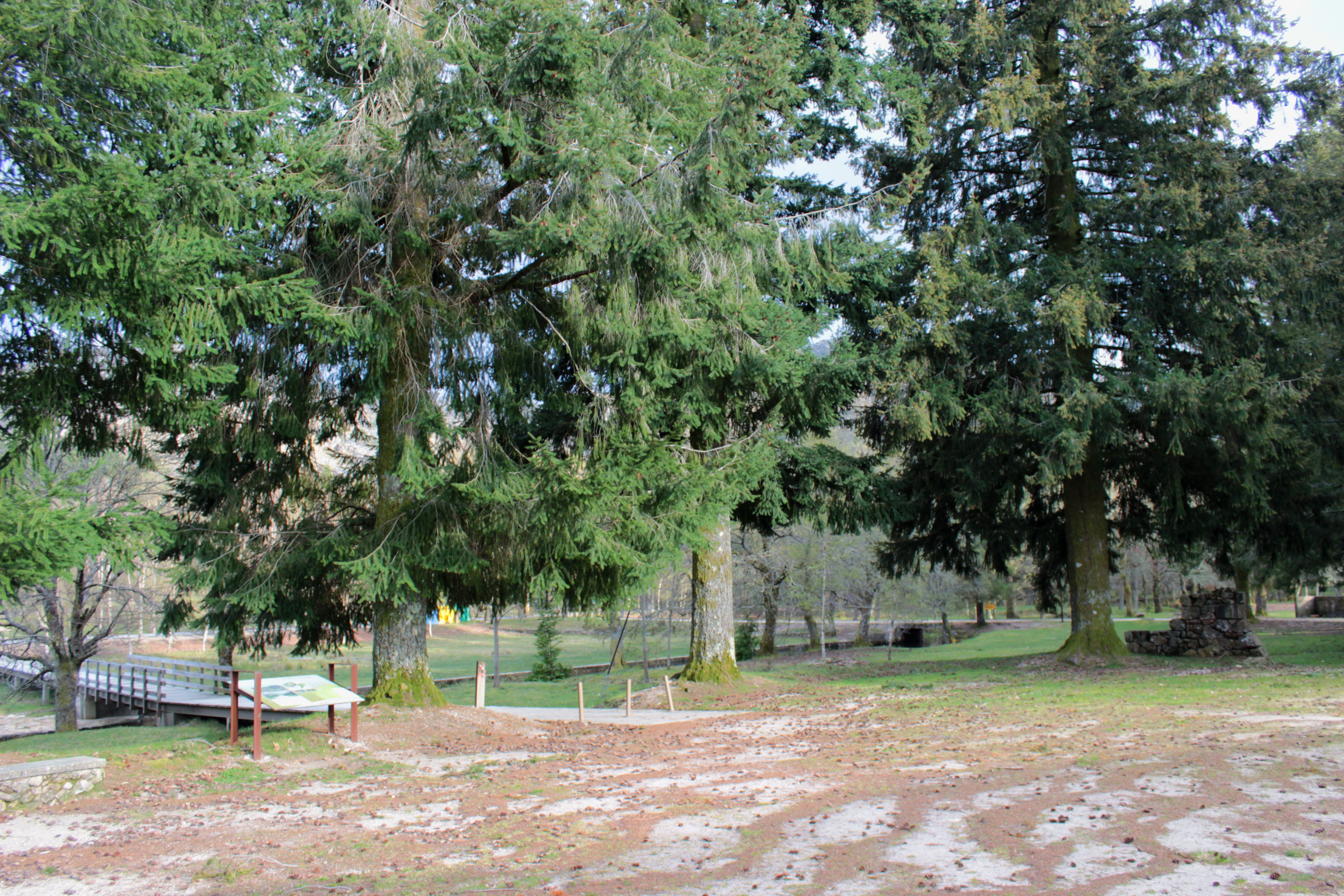
Porta de Lamas de Mouro (Parque Nacional da Peneda-Gerês)
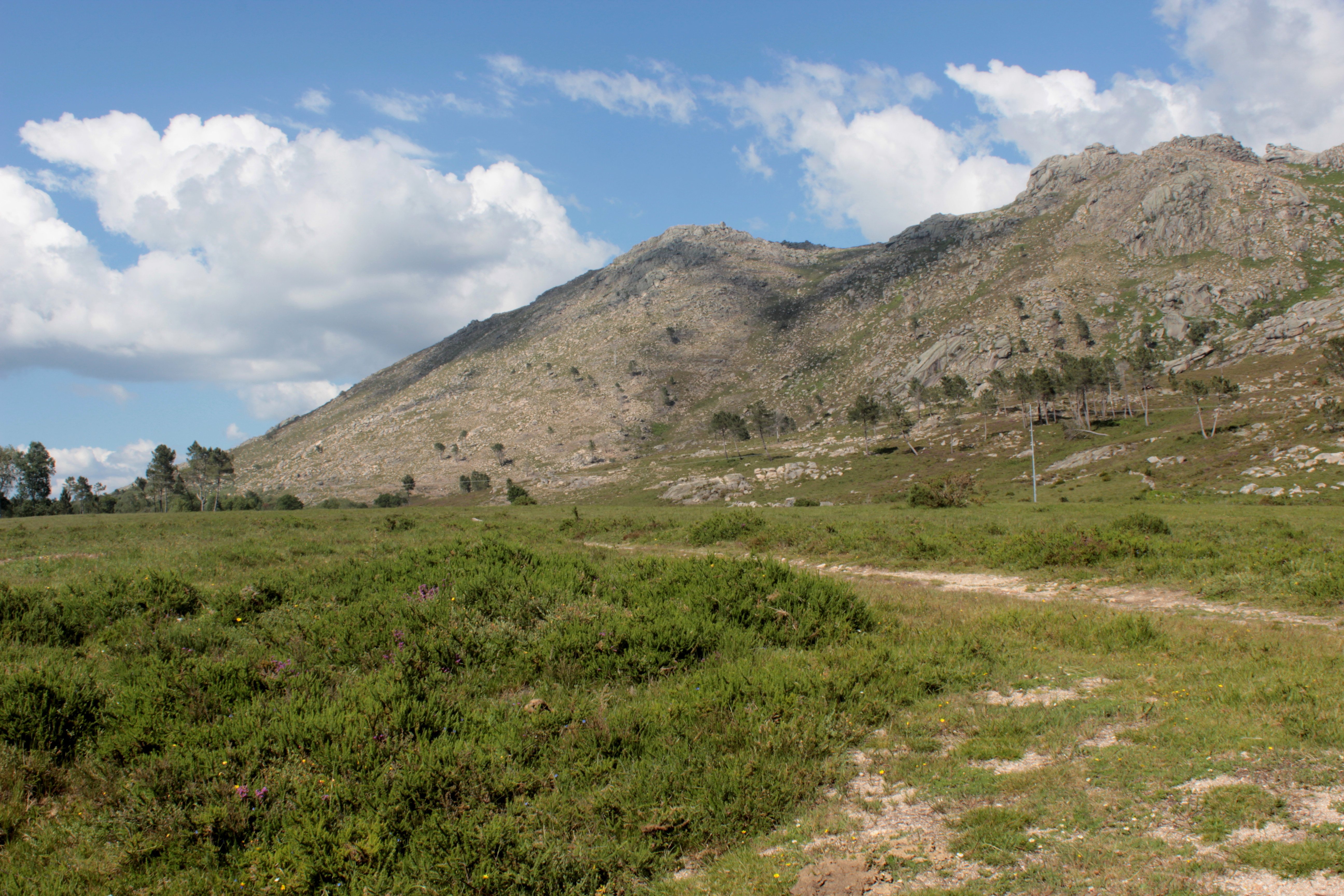
Vista Panorâmica
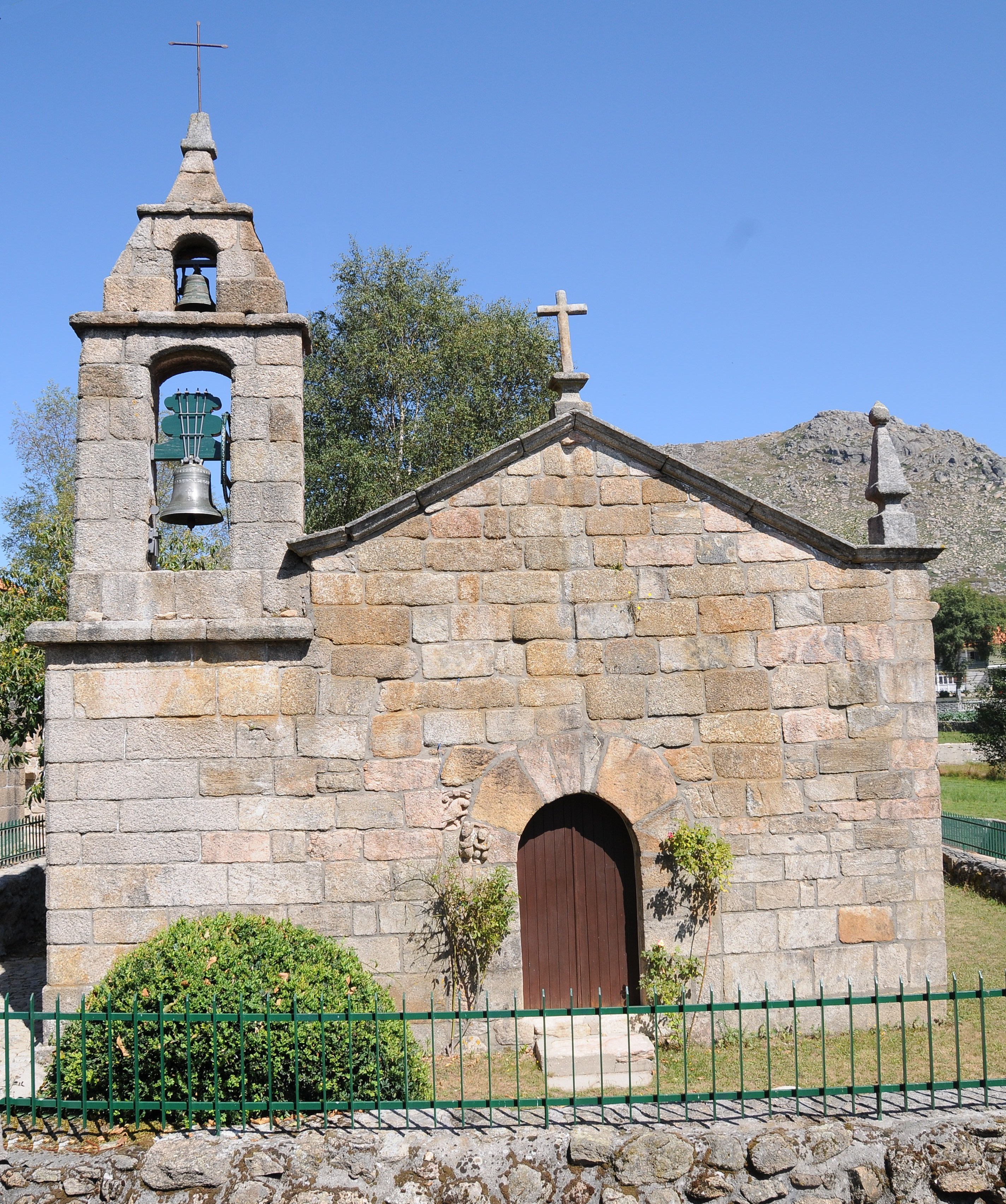
Igreja de Lamas de Mouro
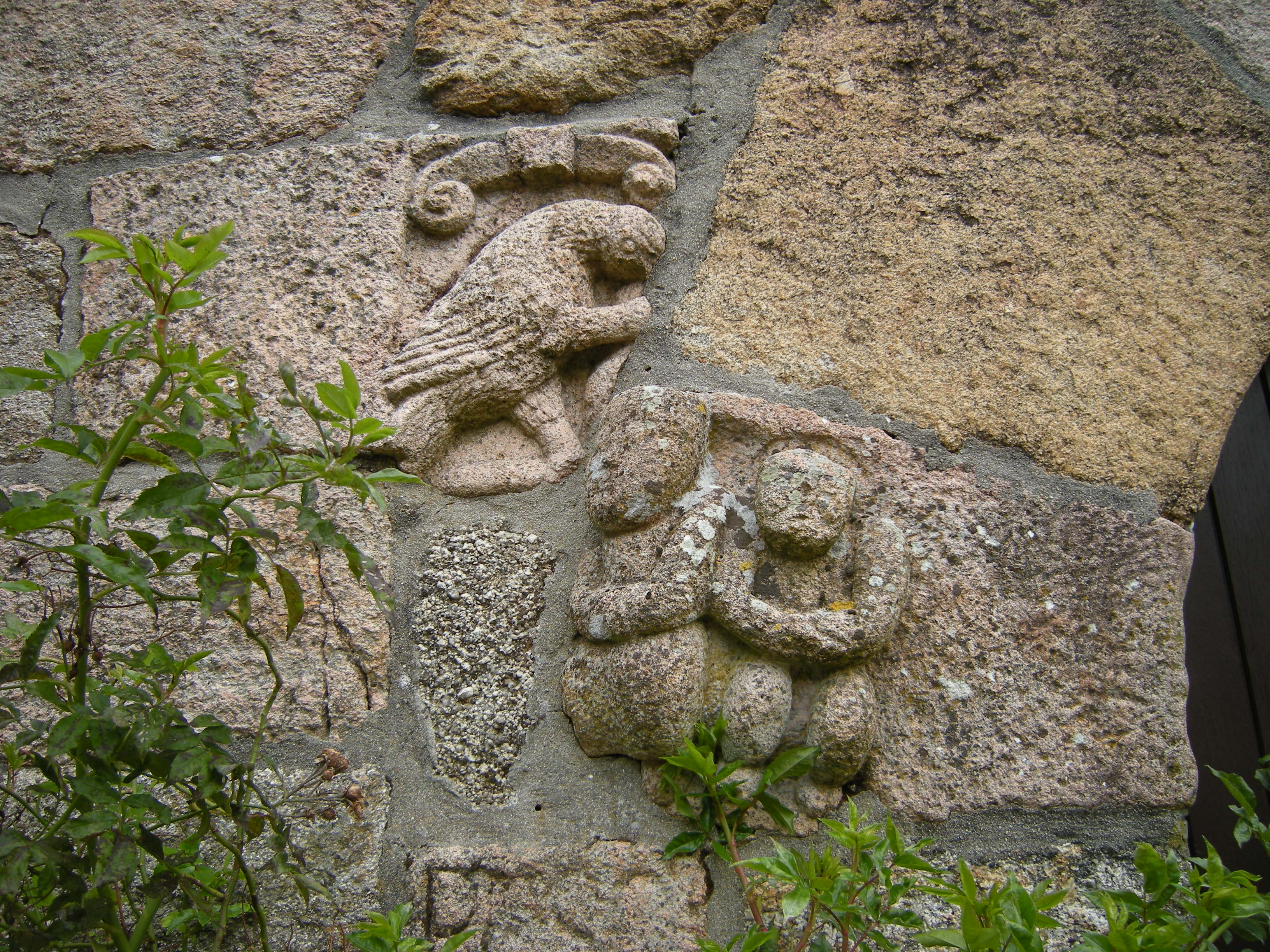
Pormenores da Igreja de Lamas de Mouro
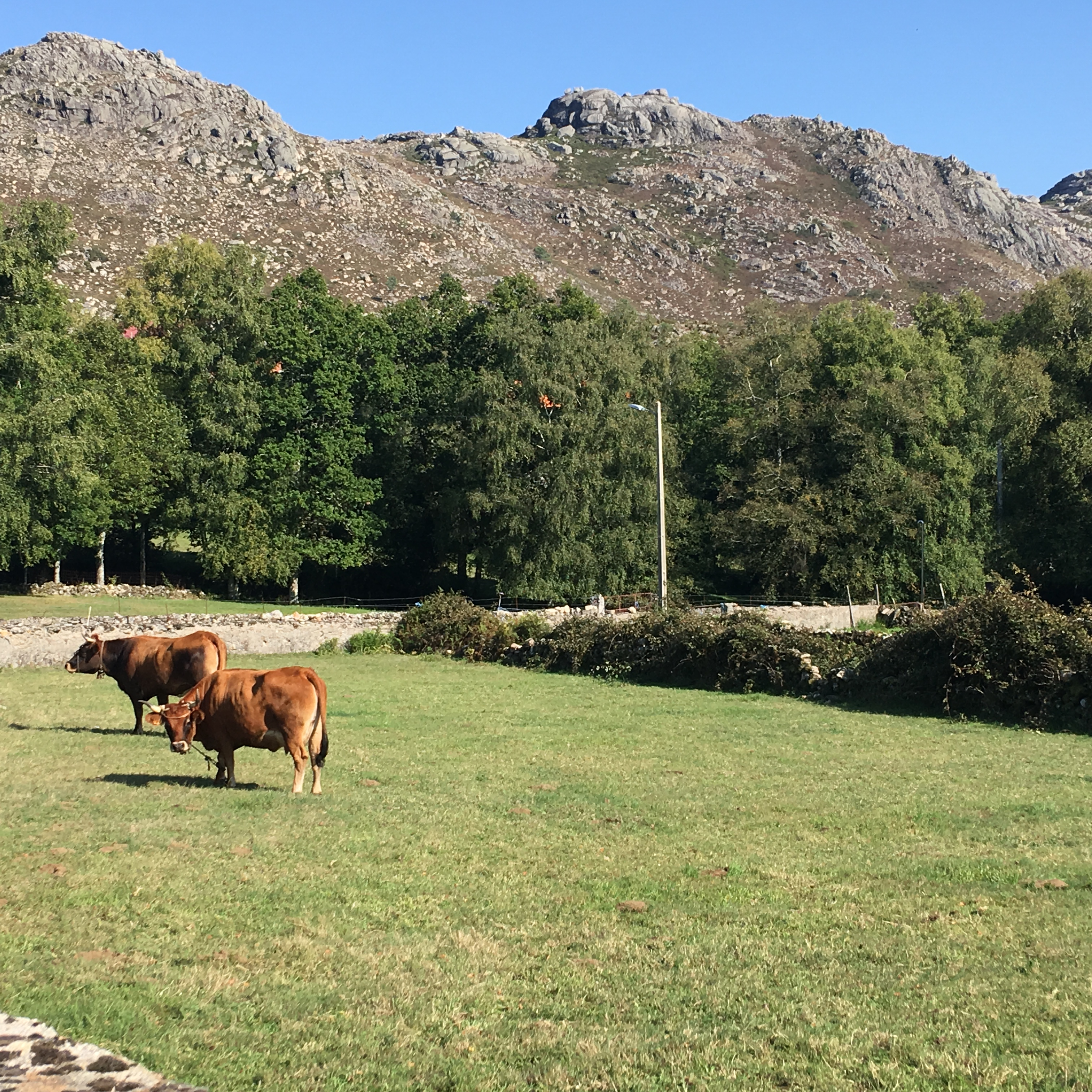
Paisagem de Porta de Lamas de Mouro (Parque Nacional da Peneda-Gerês)
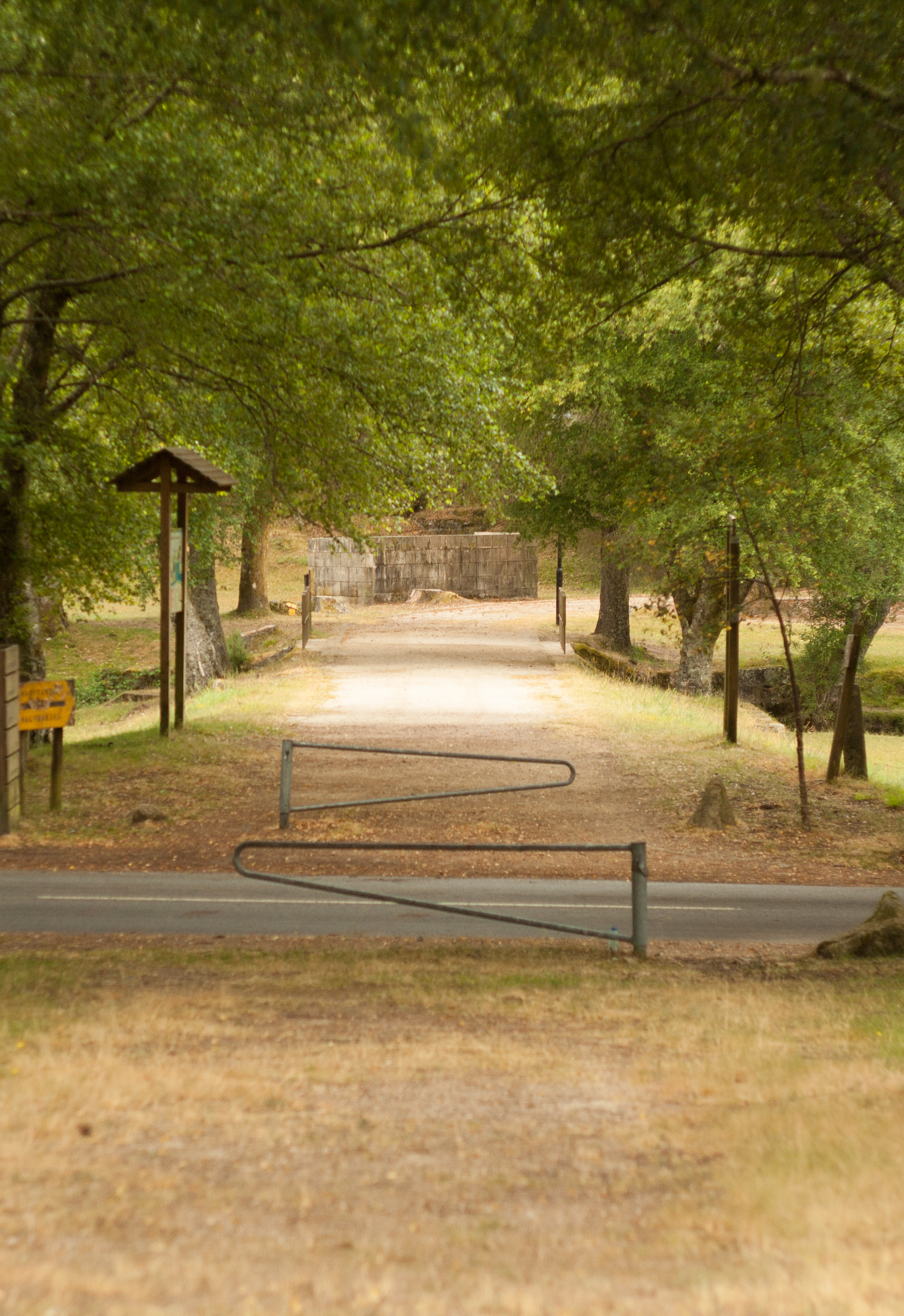
Porta de Lamas de Mouro (Parque Nacional da Peneda-Gerês)